# Acalymma gouldi
Acalymma gouldi là một loài bọ cánh cứng trong chi Acalymma, họ Chrysomelidae được tìm thấy ở Bắc Mỹ.